# Літературна премія
Літературна премія – це цінна матеріальна винагорода за сукупну творчість автора, що регулярно призначається складом професійного журі на конкурсній основі за умови висування учасників інституціями літературної галузі або окремими особами, з нею пов’язаними. Премія зазвичай містить грошову винагороду, яка дублюється тим чи іншим знаком символічного визнання заслуг (медаль, статуетка і ін.). Рішення про премії оголошується публічно, її вручення найчастіше відбувається у вигляді спеціально організованої публічної  церемонії. Йдеться про одну із стратегій посвідчення і підтримки літературного авторитету.
Премії диференціюються за різними родами і видами  словесності (поезія, проза,  драма; детектив, фантастика та ін.), Вони відзначають останній твір автора або вручаються за сукупністю зробленого. Різновидом премій є нагороди переможцям того чи іншого літературного конкурсу ( фестивалю), а також стипендії (гранти), що стимулюють подальшу творчість письменника (форма майнової підтримки, варіант сплаченої творчої відпустки або своєрідного відрядження).
Беручи свій генетичний початок від королівського меценатства й аристократичного заступництва (патронату), призів у змаганнях трубадурів і  менестрелів, сезонним святам в тій чи іншій місцевості ( «Квіткові гри »), літературні премії як розгалужена громадська інституція відносяться вже до нового і новітнього часу. Та у повній мірі вони розвиваються в умовах літературного ринку, коли навколо словесності складається складна мережа інтересів і взаємодій різних груп, виникають особливі ролі та рольові стратегії видавця, книгопродавца, критика, журналіста, розгортаються літературна полеміка і боротьба.
Присуджувати премії можуть як державні організації, так і будь-які форми громадських об'єднань - від професійних до аматорських. Кількість і різноманітність премій вказує на складний і динамічний устрій суспільства, багатство і стійкість взаємин у ньому. Поряд з корпоративними ( «цеховими»), місцевими (міськими, регіональними) і національними літературними преміями, є премії міжнародні. Найбільша і найстаріша з них - Нобелівська премія з літератури (з 1901). Крім неї, найбільш старими нагородами, але вже більш вузького, національного масштабу виступають швейцарська франкомовна премія Рамбера (1898), французькі Гонкурівська премія (1903) і  премія "Феміна" (1904), Народна премія Шиллера в Німеччині (1905), іспанська премія Фастенрата (1909), Пулітцерівська премія в США (1903), з нових найвідоміша - Премія пам'яті Астрід Ліндгрен, в Швейцарії (2002). Всі вони існують до нинішнього дня.
В  Україні відомими є Літературна премія імені Леоніда Глібова  , Літературна премія імені Наталі Забіли, Державна літературна премія імені Олеся Гончара, Літературна премія «Звук павутинки» імені Віктора Близнеця,Літературна премія імені Володимира Сосюри, Всеукраїнська літературно-мистецька премія «Київська книга року» та багато інших. Див. детальніше у статті про Літературні і літературно-мистецькі премії в Україні

## Див. Також
- Літературні і літературно-мистецькі премії в Україні